# Jerzy Waleńczyk
Jerzy Waleńczyk (ur. 2 października 1927 w Łodzi, zm. 12 lipca 1994 w Łodzi) – polski poeta i prozaik. Ukończył filologię polską na Uniwersytecie Łódzkim. Potem był nauczycielem języka polskiego w Szkole Podstawowej nr 139 w Łodzi na Stokach, gdzie też mieszkał.
Poetycko debiutował w 1949 na łamach tygodnika "Kuźnica". W latach 1955–1957 był redaktorem dwutygodnika "Kronika". Później redagował też „Odgłosy”.
Został pochowany na cmentarzu komunalnym przy ul. Szczecińskiej w Łodzi (kwatera: XI, rząd: 26, grób: 15).

## Twórczość
- Wino półsłodkie
- Blaszany kogut
- 30 wierszy
- Sześcienna cisz zmierzchu
- Uliczka Dobrych Ludzi
- Biały telefon
- Dyliżans
- Źdźbło trawy i gwiazda
- Peregrynacje
- Parafia Przemienienia Pańskiego